# 安德魯·威廷頓

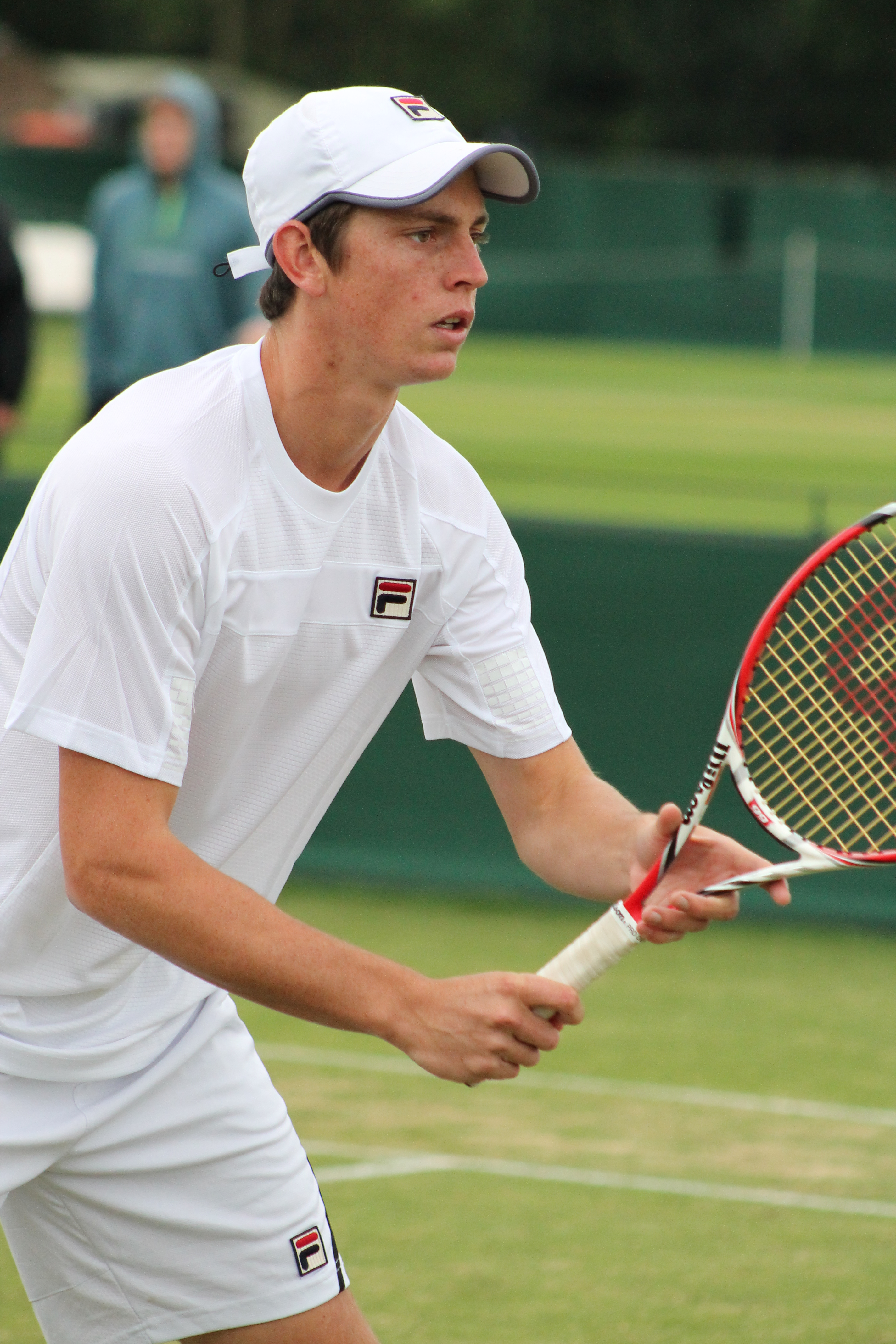
安德魯·威廷頓

安德魯·威廷頓（英語：Andrew Whittington；1993年8月11日—）是一位澳大利亞職業網球選手。2016年8月，他的世界排名進入前200位。在2017年澳大利亞網球公開賽上，他和阿萊克斯·博爾特搭檔打入男子雙打半決賽。他也參加了這一屆澳網的男子單打比賽，這是他首次參加大滿貫賽事的單打比賽。

## 外部連結
- 安德魯·威廷頓（英文/西班牙文）的官方資料
- {{ITF profile}} 模板参数使用了ITF的url中已弃用的数字ID，请参见en:Template:ITF profile。